# Mitogoniella
Genre
Mitogoniella est un genre d'opilions laniatores de la famille des Gonyleptidae.

## Distribution
Les espèces de ce genre sont endémiques du Brésil. Elles se rencontrent dans les États de Rio de Janeiro, du Minas Gerais, de Bahia, d'Alagoas et du Pernambouc.

## Liste des espèces
Selon World Catalogue of Opiliones (20/08/2021) :
- Mitogoniella badia (Koch, 1839)
- Mitogoniella indistincta Mello-Leitão, 1936
- Mitogoniella modesta (Perty, 1833)
- Mitogoniella mucuri Ázara, DaSilva & Ferreira, 2013
- Mitogoniella taquara DaSilva & Gnaspini, 2010
- Mitogoniella unicornis DaSilva & Gnaspini, 2010

## Publication originale
- Mello-Leitão, 1936 : « Notas sobre opiliões. » Boletim do Museu Nacional, vol. 12, no 3/4, p. 1–41.